# Quechulingo
Quechulingo är en ort i Mexiko.   Den ligger i kommunen Atlahuilco och delstaten Veracruz, i den sydöstra delen av landet, 230 km öster om huvudstaden Mexico City. Quechulingo ligger 2 116 meter över havet och antalet invånare är 387.
Terrängen runt Quechulingo är huvudsakligen kuperad, men österut är den bergig. Runt Quechulingo är det ganska tätbefolkat, med 93 invånare per kvadratkilometer. Närmaste större samhälle är Río Blanco, 18,5 km norr om Quechulingo. I omgivningarna runt Quechulingo växer i huvudsak blandskog.